# 普拉亞斯 (新墨西哥州)
普拉亞斯（英語：Playas）是位於美國新墨西哥州伊達爾戈縣的普查規定居民點。

## 人口
根據2020年美國人口普查的數據，普拉亞斯的面積為4.83平方千米，皆為陸地。當地共有人口25人，而人口密度為每平方千米5.18人。